# Instituto Cubano del Arte e Industria Cinematográficos
O Instituto Cubano del Arte e Industria Cinematográficos (ICAIC, Instituto Cubano de Arte e Indústria Cinematográficas) foi criado pelo governo cubano apenas 83 dias após a Revolução Cubana, pela Lei 169, de 24 de março de 1959. Seus membros proeminentes são Tomás Gutiérrez Alea, Julio García Espinosa, Alfredo Guevara, Santiago Álvarez  e Sara Gómez . 
O ICAIC é a organização de uma indústria cinematográfica para produzir, distribuir e exibir filmes e trabalhos relacionados após a Revolução Cubana. Seu objetivo é usar o cinema como um poderoso meio de comunicação de massa para mobilizar e educar as pessoas, melhorar o nível de qualidade dos filmes cubanos e atingir um grande público. Educando a nova geração de jovens diretores, uma de suas responsabilidades é transformar Cuba de um país de consumo cinematográfico em uma produção. 
Em Cuba, o cinema foi fundamental para a consolidação da imagem, dentro e fora do país, do governo instituído em 1959, foi determinante na construção de uma certa memória da Revolução e colaborou na conformação de uma identidade latino-americana na Ilha.

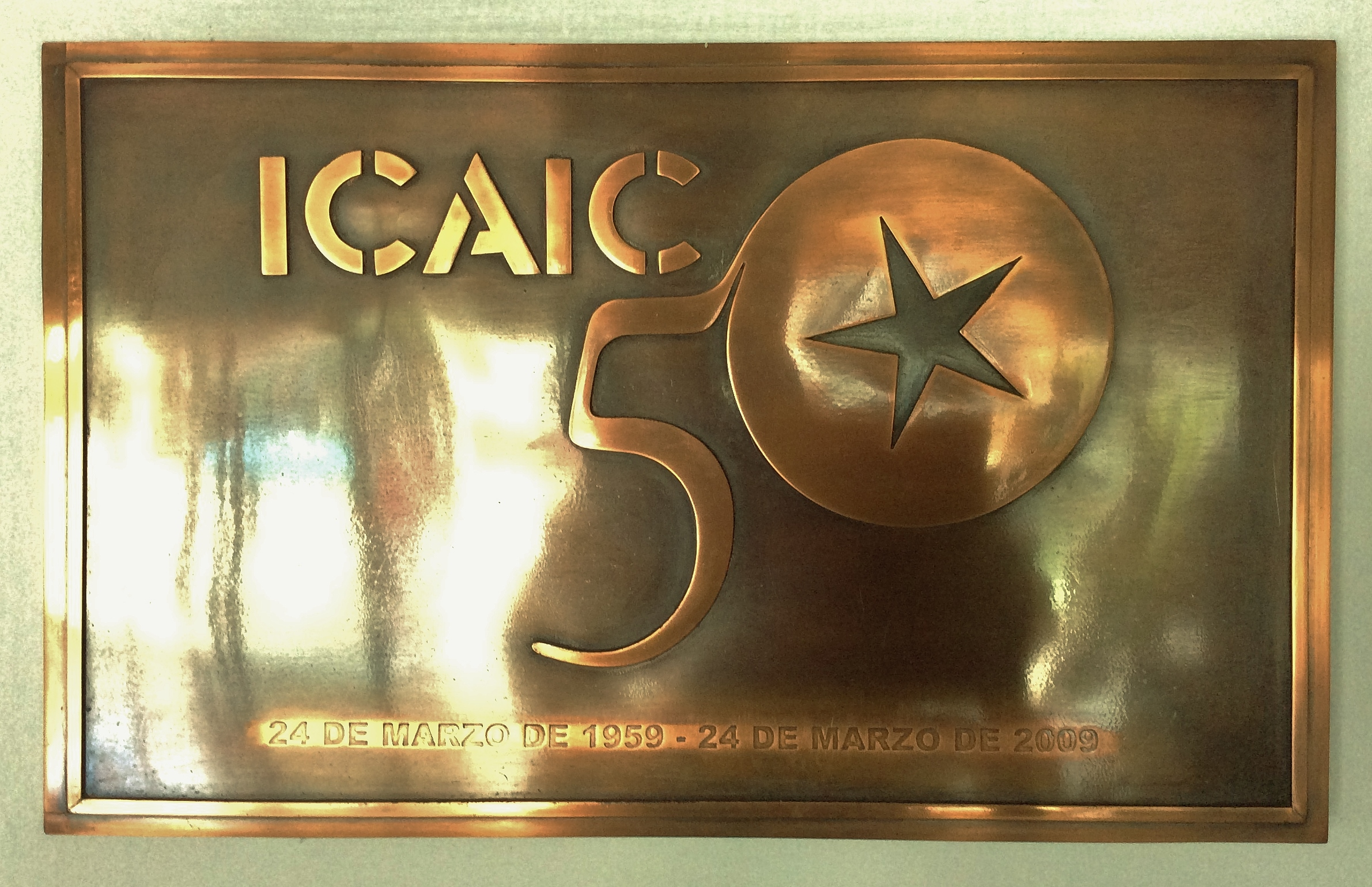
Logotipo do ICAIC em seu 50º aniversário

## História do ICAIC

### A criação do ICAIC
Alfredo Guevara dirigiu o Instituto de sua criação até 1982 e nos primeiros anos o principal objetivo do instituto era levar informação e propaganda política ao interior da ilha.  O ICAIC fez dois esclarecimentos: primeiro, “o cinema é uma arte” e, segundo, o cinema constitui “um instrumento de opinião e de formação da consciência individual e coletiva”.
O cinema deve construir um chamado à consciência e contribuir para liquidar a ignorância, solucionar problemas ou formular soluções e plantear dramática e contemporaneamente os grandes conflitos do homem e da humanidade. 
A partir da criação do instituto, discussões em torno da função social do cinema passam a definir as estratégias do instituto e da formação de seus cineastas e do público cubano, negando o cinema comercial de Hollywood, e defendendo o "Cinema imperfeito", em alusão ao manifesto de Julio García Espinosa, como uma forma de mostrar ao público os meios de vida autênticos e as lutas do Terceiro Mundo, educar as pessoas e treinar o público para se tornar mais ativo e aprimorar suas habilidades de pensamento crítico. 

### O caso P.M
O curta-metragem de 23 minutos, em branco e preto, intitulado P.M. (Pasado Meridiano em castelhano), havia sido produzido com recursos próprios pela dupla Sabá Cabrera Infante (editor) e Orlando Jiménez-Leal (cinegrafista), fora dos mecanismos institucionais do ICAIC. Documentava, com câmera escondida - recurso inspirado no cinema direto inglês, bastante apreciado em Cuba nesses anos - a boemia de Havana, focando os bares próximos à região portuária (especificamente o antigo Club Biltmore, atual Círculo Social Obrero Cubanacán) com toda sua clientela habitual: prostitutas, vagabundos, trabalhadores de origem simples (negros, a maioria), bebendo, dançando, gargalhando, namorando, etc. Esse argumento fílmico foi condenado tanto pela direção do ICAIC como por outros ex-militantes do PSP que ocupavam cargos culturais e que avaliaram ser esse um retrato pejorativo do povo cubano, que nada convinha à imagem que se estava pretendendo construir do novo país e da nova sociedade. Segundo seus detratores, P.M. mostrava uma Havana de “cabarés e vícios”. 
Enquanto isso, outros filmes produzidos na ilha também não respeitavam estas mesmas ideias e apesar disso não foram censurados. Disto se pode concluir que a represália a P.M. não era apenas por causa do “conteúdo”: o formato experimental do curta - uma câmera que passeava e captava as imagens “no calor da hora”, com som ambiente, sem qualquer didatismo ou a condução de uma narração linear – era outro álibi para se condenar a falta da intenção pedagógica que deveria constar nos documentários do ICAIC. No mesmo ano um programa de TV de Cabrera também foi censurado, por ostentar linguagem inacessível às massas e tratar de temas considerados pouco pertinentes ao momento político. De forma geral, todos esses fatores pesaram para o início de uma campanha difamatória sobre o filme e seus realizadores, o resultado foi a proibição e a apreensão desse filme, considerado contra-revolucionário.
Esta represália causou a indignação de vários cineastas e intelectuais, manifestada através de um abaixo-assinado, com cerca de 200 assinaturas, organizado pelo suplemento Lunes de Revolución (aquele que seria censurado meses depois). O caso provocou um debate na Casa de las Américas e um grande burburinho nos corredores do Instituto; dividiu comunistas e liberais, num momento de muitas interrogações sobre os rumos socialistas de Cuba. Esta onda de agitação foi interrompida por uma convocação oficial de uma assembléia, feita pelos dirigentes do país, a pedido de Alfredo Guevara, em junho de 1961, da qual todos os artistas e intelectuais deveriam participar. Essa assembléia ocorreu na Biblioteca Nacional José Martí e se prolongou por três dias (6, 23 e 30/06), com o propósito declarado de deliberação conjunta sobre as prerrogativas e princípios que deveriam ser assumidos por todos, em relação à arte em Cuba e ao papel do intelectual. Desses encontros e após uma sucessão de pronunciamentos, sempre finalizados por Fidel, resultou a publicação de Palabras a los intelectuales, transcrição editada de suas intervenções. Esse texto é considerado o primeiro esboço de política cultural governamental em Cuba, e determinou uma espécie de “topografia moral e institucional” para as ações e relações do campo cultural.
Assim, o Caso PM foi o álibi para vários propósitos políticos que, no fundo, se complementavam: a afirmação, por parte da direção do ICAIC, do monopólio do Instituto no meio cinematográfico; o refreamento, pelo governo, de iniciativas de produção independente e ousadias estéticas; a definição, por este, frente às interrogações dos intelectuais estrangeiros, de uma linha básica de política cultural; e a represália, por parte do grupo hegemônico no meio cultural (os comunistas), ao grupo formado por intelectuais não- comunistas que ocupavam alguns espaços significativos até aquele momento. 
A partir desse caso, os cineastas passaram a ter que considerar novos horizontes de experimentalismo, maquiando suas “ousadias formais” com mensagens explícitas de engajamento ou evitando incorrer no uso de recursos que lembrassem o paradigma de filme “burguês”, “pretensioso” que passou a identificar o free cinema de P.M.

### Na década de 1960
A década de 1960 ficou marcada pela institucionalização do instituto, a fundação de seus mecanismos, como a definição de uma ideologia cinematográfica, como mostrada no Caso P.M., que marcaria a produção da ilha pelos próximos anos.  No começo do Instituto, havia, no meio cinematográfico e no meio cultural em geral, uma significativa resistência à imposição do modelo do realismo socialista soviético nas artes, implementação que era defendida por um grupo de intelectuais chamados de “dogmáticos”, ex-militantes do extinto Partido Socialista Popular (PSP), cujos membros ocupavam cargos de comando em diversos organismos culturais. Os planos econômicos de Che Guevara como Ministro das Indústrias, a política internacionalista visando a projeção do governo cubano no “Terceiro Mundo”, a aproximação em relação à América Latina (orientação militar, apoio às guerrilhas, parcerias culturais) demarcavam uma clara intenção de afirmação geopolítica de Cuba, que se dava também a partir do cinema. 
Através de algumas instituições estabelecidas antes do ICAIC, organizou-se oficinas para capacitar técnicos. Essas instituições incluem o Departamento de Cinema da Universidade de Havana, a Sociedad Cultural "Nuestro Tiempo" (Sociedade Cultural "Nossos Tempos") e o Centro Católico de Orientação Cinematográfica (CCOC).  Portanto, a indústria cinematográfica cubana não carecia de técnicos qualificados, mas sim de diretores experientes.
Tomás Gutiérrez Alea e Julio García Espinosa foram os principais diretores de Cuba na década de 1960, de modo que o programa internacional de formação de jovens diretores tornou-se indispensável. O ICAIC enviou diretores estagiários para trabalhar como assistentes na França, Itália, Alemanha Oriental e em outros lugares.  Já que trabalhar como assistente poderia ajudar a entender todo o processo de filmagem, uma habilidade básica muito útil quando eles se tornarem diretores no futuro. 
Em 1960, é publicado o Cine Cubano, o jornal de cinema do ICAIC, incluindo filmes, entrevistas, filmografias e tramas de filmes.  O Cine Cubano convida todas as pessoas a enviarem seus escritos e a compartilharem suas opiniões sobre os filmes, além de ensinar seu pensamento crítico. Além dos subsídios do governo, o ICAIC recebe muitos patrocínios do Cine Cubano.  Graças a esses patrocínios, o ICAIC tem dinheiro para financiar filmes, treinar cineastas e educar o público. 
Devido à monopolização dos Estados Unidos, o ICAIC produzia apenas cerca de oito ou nove longas-metragens por ano , isso não era saudável para a indústria cinematográfica cubana. Depois que o embargo comercial dos Estados Unidos tornou os filmes de Hollywood menos acessíveis a Cuba, era hora de explorar algo novo de outros países e não contar com a produção norte-americana. Para manter os cinemas de Cuba, o ICAIC importou um grande número de filmes da França, Itália, Japão e outros países, criando uma grande diversidade.  

### Década de 1970
Embora a Revolução tenha melhorado a vida dos cubanos, Cuba ainda vivia um círculo de subdesenvolvimento. O governo focou no desenvolvimento agrícola, especialmente na produção de açúcar, em 1969, que chamou o Ano do Esforço Decisivo. O objetivo era produzir uma safra de açúcar de dez milhões de toneladas em 1970. Em função do projeto de produção de açúcar, o governo apertou o controle sobre os subsídios ao ICAIC. Portanto, o cinema cubano entrou em um "período cinzento" nos anos 1970.  
O ICAIC sofreu muitos problemas, como recursos financeiros e técnicos limitados e censura dos filmes. O públicos também diminuiu, devido ao crescimento da televisão nos anos 1970. Em comparação com o período muito produtivo da década de 1960, houve um declínio geral da qualidade na década 1970.  
Em 1979, o ICAIC estabelece o Festival Internacional do Novo Cinema Latino americano de Havana, em Havana.  Este festival tem como objetivo celebrar o cinema latino-americano ao reunir diretores, produtores e pessoas que contribuem para a indústria cinematográfica latino-americana e promover o cinema latino-americano mundialmente. Mostrando a outros países como Europa e América do Norte que a indústria cinematográfica da América Latina é capaz de se sustentar por conta própria. 

### Década de 1980
Cuba na década de 1980 não escapou totalmente do legado econômico de seu passado. Apesar da influência econômica, a paixão do ICAIC pela educação através do cinema não diminuiu. O ICAIC começou a trabalhar na coprodução internacional com a Espanha e a União Soviética. 
Durante a década de 1980, o ICAIC mudou a estrutura organizacional e formou um escritório separado apenas para exposições e atividades associadas para a educação de pessoas. Além disso, a Escuela International de Cine y Televisión (Escola Internacional de Cinema e Televisão) foi fundada pelo ICAIC em 1986.  Diretores, editores, produtores, técnicos de som e outros especialistas ativos de todo o mundo foram convidados a esta escola para compartilhar suas experiências. A EICTV abre caminho para novos modos de produção e distribuição de filmes, o que prepara as elites para a nova geração. Essas mudanças apontam que o ICAIC se dedica a educar e chamar a atenção das pessoas por meio da organização de atividades. 

### O "Período Especial" (1990-1995)
O colapso da União Soviética colocou Cuba em crise porque Cuba dependia desta para permanecer uma economia viável. O país sofreu diversas  dificuldades, como falta de eletricidade, apagões, severo racionamento de gasolina, enormes cortes nos transportes públicos e bicicletas da China. 
Cineastas, artistas e intelectuais sofreram as mesmas consequências que todos os outros. O ICAIC concluiu apenas três recursos em 1990.  Em 1991, à crise econômica também levou as pessoas a fugirem da ilha. 
A conseqüência do “ Período Especial ” dos anos 1990 para o cinema cubano é a redução drástica dos recursos, da produção à distribuição. Como resultado, o ICAIC se engajou na coprodução com outros países, como Espanha (Alemanha) e México. Fresa y chocolate (Morango e Chocolate ) é um dos filmes significativos co-produzidos com a Espanha no Período Especial. Mais do que isso, ajudou a manter os filmes cubanos internacionalmente e a expandir o mercado cinematográfico em espanhol. 

### Últimos anos no cinema cubano
Apesar das dificuldades contínuas, o ICAIC continua desenvolvendo a indústria cinematográfica cubana e celebrou seu 60º aniversário em 2019. 